# 우루무치어
우루무치어(중국어 간체자: 乌鲁木齐话, 정체자: 烏魯木齊話, 병음: Wūlǔmùqíhuà)는 중국의 우루무치 지방에서 사용되는 중국어 방언의 한 갈래이다. 관화에 속한다.

## 같이 보기
- 중국어
- 관화
- 우루무치 시
- 우루무치 현